# 나무 (배우)
나무(1990년 6월 26일 ~ )은 대한민국의 배우이다.

## 출연 작품

### 드라마
- 2012년 KBS2 드라마스페셜 《인생에서 가장 빛나는 시간》 ... 은혜 역
- 2012년 KBS1 저녁 일일연속극 《별도 달도 따줄게》 ... 수정 역
- 2014년 MBC 주말연속극 《왔다! 장보리》 ... 휴게소 직원 역
- 2014년 KBS2 월화드라마 《트로트의 연인》 ... 장준현을 축하해주는 여자 역
- 2014년 tvN 금토 미니시리즈 《아홉수 소년》 ... 막내작가 역
- 2014년 SBS 드라마스페셜 《내겐 너무 사랑스러운 그녀》 ... 시우에게 명함을 받은 여자 역
- 2014년~2015년 SBS 주말특별기획 《미녀의 탄생》 ... 방송작가 역
- 2015년 SBS 드라마스페셜 《냄새를 보는 소녀》 ... 조서율 역
- 2015년 OCN 토요드라마 《실종느와르 M》 ... 인터뷰 하는 시민 역
- 2015년 SBS 주말특별기획 《이혼변호사는 연애중》 ... 집주인 딸 역
- 2015년 KBS2 월화드라마 《후아유 - 학교 2015》 ... 카페 알바생 역
- 2015년 JTBC 금토 미니시리즈 《사랑하는 은동아》 ... 어린 지숙 역
- 2015년 SBS 드라마스페셜 《용팔이》 ... VIP병실 간호사 역
- 2015년 MBC 수목 미니시리즈 《그녀는 예뻤다》 ... 어시 역
- 2016년 KBS2 TV소설 《내 마음의 꽃비》 ... 가짜 민선아 역
- 2016년 tvN 금토 미니시리즈 《안투라지》
- 2016년 ~ 2017년 tvN 금토 미니시리즈 《쓸쓸하고 찬란하神 - 도깨비》 ... 스탭 1 역
- 2017년 KBS2 주말드라마 《아버지가 이상해》 ... 유주 친구 역
- 2017년 SBS 드라마스페셜 《수상한 파트너》 ... 봉희 친구 / 태권도장 운영 역
- 2017년 OCN 주말 오리지널 드라마 《터널》 ... 여 배우 역
- 2017년 KBS2 월화 미니시리즈 《란제리 소녀시대》 ... 1번 언니 역
- 2017년 tvN 월화 미니시리즈 《이번 생은 처음이라》 ... 직원 역
- 2017년 ~ 2018년 MBC 저녁 일일연속극 《전생에 웬수들》 ... 간호사 역
- 2019년 tvN 주말 미니시리즈 《날 녹여주오》 ... 박한별 역 (특별출연)
- 2019년 KBS2 저녁 일일연속극 《우아한 모녀》 ... 김희정 / 가짜 홍유라 역
- 2019년 ~ 2020년 TV조선 주말 미니시리즈 《간택 - 여인들의 전쟁》 ... 별이 역
- 2020년 KBS1 저녁 일일연속극 《기막힌 유산》 ... 김시원 역
- 2022년 KBS2 저녁 일일연속극 《황금 가면》 ... 김나희 대리 역

### 영화
| 연도 | 제목          | 역할         | 비고 |
| ---- | ------------- | ------------ | ---- |
| 2011 | 마마          | 미용실직원   |      |
| 2014 | 슬로우 비디오 | 무리수녀     |      |
| 2015 | 헬머니        | 펑크족참가자 |      |
| 2015 | 막걸스        | 여학우 C     |      |